# Zemní pyramidy (Toblach)
Zemní pyramidy u Toblachu (italsky Piramidi di terra di Dobbiaco) jsou skalní útvar a geologická přírodní památka nalézající se asi 4 km severovýchodně od města Dobbiaco v Jižním Tyrolsku (severní Itálie).

## Popis
Zemní pyramidy u Toblachu leží v nadmořské výšce 1570 až 1720 metrů, mají okrovou barvu, jsou nevýrazně vrstevnaté a skládají se z hrubozrnného gneisového materiálu bez větších úlomků hornin. Materiál pochází z poslední doby ledové. Pyramidy vznikly během bouře v roce 1834, kdy obrovské masy suti odnesl potok Terner Bach. V následujících letech po bouři déšť a tající sníh neustále vytesávaly nové sloupy, které vydržely tak dlouho, dokud nad nimi zůstal ochranný kámen. Zemní pyramidy se vlivem eroze neustále mění. Vzhledem k absenci větších, hranatých balvanů vznikají především suťová žebra a jen několik málo klasických pyramid. V roce 1982 byly vyhlášeny přírodní památkou.